# Дик Ван Дайк
Ричард Уейн „Дик“ Ван Дайк (на английски: Dick Van Dyke) е американски актьор, комик, сценарист, певец, танцьор и продуцент, чиято кариера се простира в седем десетилетия. Известен е с ролите си в „Шоуто на Дик Ван Дайк“ и „Диагноза: Убийство“.
За ролите си на сцената и на екрана е отличен със „Златен глобус“, награда „Тони“ и шест награди „Еми“, последната от които получава през 2024 г. за изпълнението си в „Дните на нашия живот“. На 98-годишна възраст той става най-възрастният човек, печелил „Еми“ (Daytime Emmy). На негово име е записано и постижението за най-възрастен актьор, номиниран за тази награда.
Въведен е в Телевизионната зала на славата през 1995 г. и в Холивудската алея на славата през 1993 г. Обявен е за „Легенда на Дисни“ през 1998 г. и към 2024 г. е най-възрастният жив актьор, носител на титлата. През 2013 г. е удостоен с наградата на Гилдията на киноактьорите за цялостно творчество, а през 2020 г. получава признание за кариерата си с отличието на „Центъра Кенеди“.